# نانا أوزاكي (ممثلة)
نانا أوزاكي (باليابانية: 尾崎ナナ؛ بالكانا: おざき なな) هي تارينتو وعارضة وممثلة يابانية، ولدت في 1982 في أوساكا في اليابان.